# Bistum Sanggau
Das Bistum Sanggau (lat.: Dioecesis Sanggauensis) ist eine in Indonesien gelegene römisch-katholische Diözese mit Sitz in Sanggau.

## Geschichte
Das Bistum Sanggau wurde am 9. April 1968 durch Papst Paul VI. aus Gebietsabtretungen des Erzbistums Pontianak und des Bistums Ketapang als Apostolische Präfektur Sanggau errichtet. Die Apostolische Präfektur Sanggau wurde am 9. Juni 1982 durch Papst Johannes Paul II. zum Bistum erhoben und dem Erzbistum Pontianak als Suffraganbistum unterstellt.

## Ordinarien

### Apostolische Präfekten von Sanggau
- Michele Di Simone CP, 1968–1972
- Domenico Luca Spinosi CP, 1972–1982

### Bischöfe von Sanggau
- Giulio Mencuccini CP, 1990–2022
- Valentinus Saeng CP, seit 2022